# L'Amante anglaise
Pour l'adaptation, voir L'Amante anglaise (pièce de théâtre).
L'Amante anglaise est un roman de Marguerite Duras paru le 10 mars 1967 aux éditions Gallimard. 

## Historique
Le roman a été adapté par son auteur dans la pièce de théâtre homonyme, L'Amante anglaise, créée en 1968 au Théâtre national populaire-Théâtre de Chaillot.
Le roman est composé uniquement de dialogues entre un interrogateur qui reste anonyme, et trois personnes liées à un crime perpétré dans la ville fictive de Viorne. L'histoire a été inspirée à Marguerite Duras par un fait divers criminel réel, survenu en décembre 1949 à Savigny-sur-Orge, et qui était déjà, en 1960, à l'origine d'une de ses pièces, Les Viaducs de la Seine-et-Oise : les morceaux découpés d'un cadavre féminin ont été jetés du haut du viaduc de Viorne dans des trains qui passaient au-dessous du pont, pour être retrouvés un peu partout en France. Le roman a d’ailleurs été qualifié d’une « espèce de roman policier ».

## Résumé
Robert Lamy,  propriétaire du café Le Balto à Viorne, commente l'enregistrement sonore de la soirée au cours de laquelle Claire et Pierre Lannes, en présence de l'ouvrier agricole Alphonse, ont été interrogés dans le café par deux policiers. Au cours de cette soirée, Claire a avoué avoir tué Marie-Thérèse Bousquet, sa cousine sourde-muette qui vivait chez eux. Pierre Lannes répond aux questions concernant son mariage avec Claire et la situation de Marie-Thérèse au milieu du ménage Lannes. Il décrit Claire comme quelqu'un qui, au cours des années, s'est coupée des autres et a développé une étrangeté allant jusqu'à folie. Claire refuse de dire ou se trouve la tête de la victime qui n'a toujours pas été retrouvée et elle ne sait pas dire pourquoi elle a tué Marie-Thérèse.
Est-ce que Claire est folle ? Est-ce qu'elle a vraiment tué ? Si oui, pour quel motif ? Le roman ouvre plusieurs pistes : le fait que tous les protagonistes ont à un moment rêvé du crime, l'homonymie l'amante anglaise - la menthe anglaise - la menthe en glaise, de multiples évocations de la graisse et de la viande en sauce, le rôle d'Alphonse qui n'est pas parmi les personnes directement interrogées.

## Éditions
- Éditions Gallimard, 1967  (ISBN 2070221059).